# Camp Hero

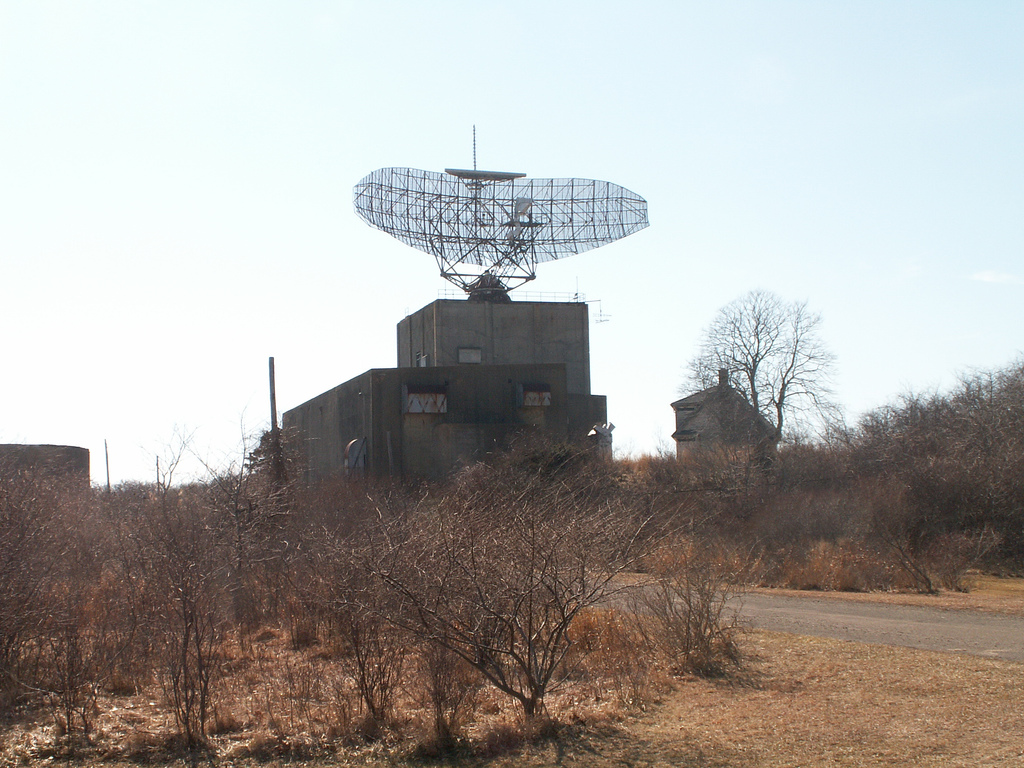
Radaranlage des Typs AN/FPS-35 in Camp Hero

Camp Hero ist ein Radarstützpunkt der US Air Force an der Ostspitze von Long Island bei Montauk (New York). Der Stützpunkt trug den offiziellen Namen Montauk Air Force Station.
Die Montauk Air Force Station wurde im Jahr 1969 geschlossen und das Gelände der Stadt New York City geschenkt. Heute ist es ein Naturschutzgebiet mit dem Namen Camp Hero State Park. Unter der Bezeichnung Montauk-Projekt kursieren verschiedene Verschwörungstheorien über die Anlage.